# Seconde école de Vienne
Pour les articles homonymes, voir école de Vienne.

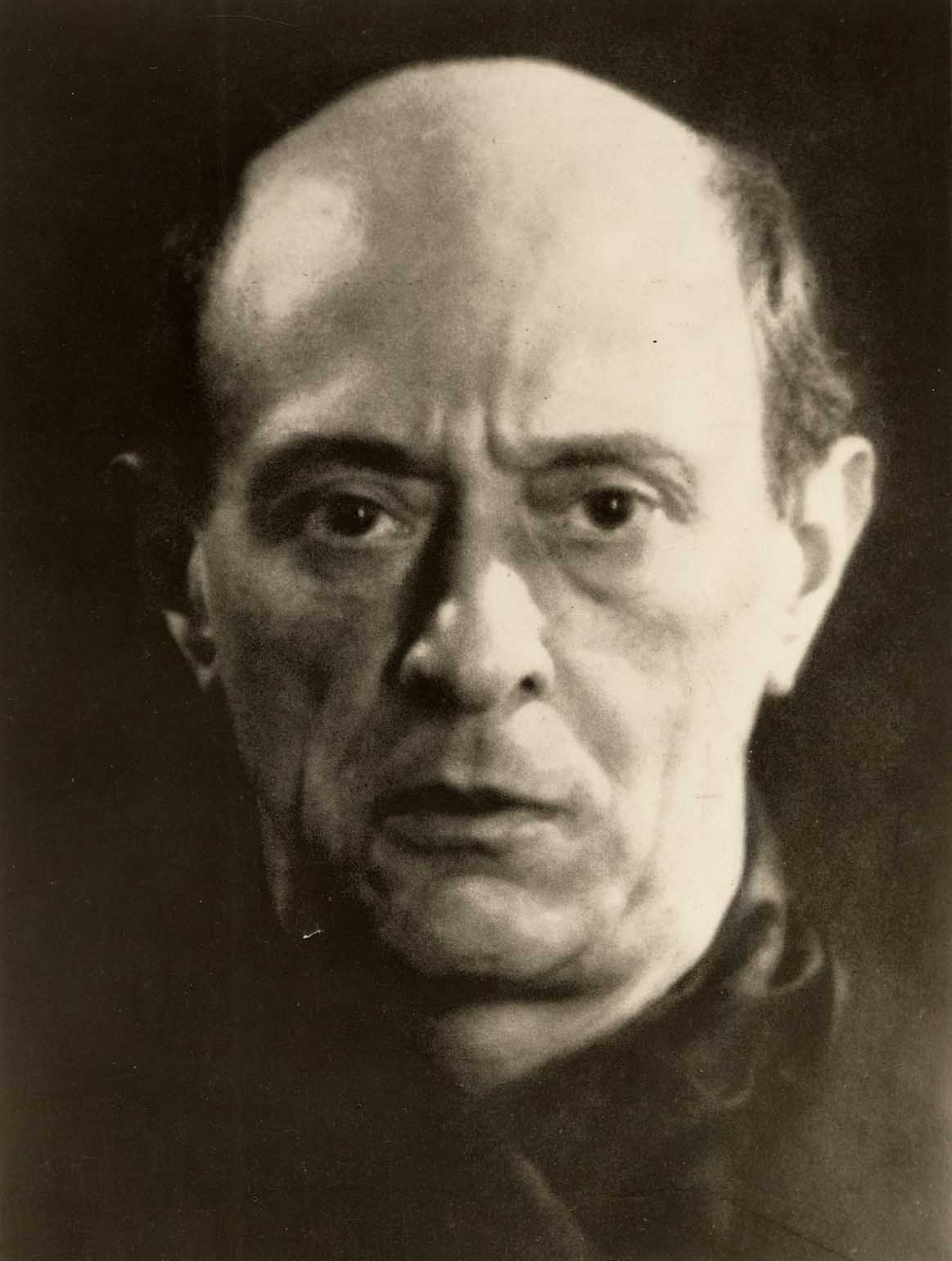
Arnold Schönberg

La Seconde école de Vienne est un mouvement musical du XXe siècle.
Le qualificatif de « seconde » fait référence à la Première école de Vienne, qui désigne les compositeurs Joseph Haydn, Wolfgang Amadeus Mozart, Ludwig van Beethoven et Franz Schubert.
La Seconde école de Vienne, quant à elle, désigne les compositeurs Arnold Schönberg, Alban Berg et Anton Webern, qui sont, au début du XXe siècle, les précurseurs de la musique contemporaine du XXe siècle, explorant l'atonalité, le dodécaphonisme puis le sérialisme.